# مايك برات (ممثل)
مايك برات (بالإنجليزية: Mike Pratt)‏ هو كاتب أغاني وعازف بيانو وملحن وكاتب سيناريو وممثل بريطاني، ولد في 7 يونيو 1931 في لندن في المملكة المتحدة، وتوفي في 10 يوليو 1976 في Midhurst ‏ في المملكة المتحدة بسبب سرطان الرئة.

## وصلات خارجية
- مايك برات على موقع IMDb (الإنجليزية)
- مايك برات على موقع ميوزك برينز (الإنجليزية)
- مايك برات على موقع أول موفي (الإنجليزية)
- مايك برات على موقع قاعدة بيانات الأفلام السويدية (السويدية)
- مايك برات على موقع ديسكوغز (الإنجليزية)
- مايك برات على موقع قاعدة بيانات الفيلم (الإنجليزية)